# Petrișor Toderașc
Pas d'image ? Cliquez ici

a Compétitions nationales et continentales officielles uniquement.

b Matchs officiels uniquement.
Dernière mise à jour le 15 novembre 2021.
 Petrisor Toderasc, né le 15 juillet 1980 à Iași (Roumanie), est un joueur de rugby à XV roumain. Il joue avec l'équipe de Roumanie entre 2000 et 2009, évoluant au poste de pilier.

## Clubs
- 1999-2000 :  Poli Nena Iaşi
- 2000-2004 :  RCJ Farul Constanța
- 2004-2005 :  US Oyonnax
- 2005-2010 :  CA Brive
- 2010-2013 :  Stade Rochelais

Le 3 juillet 2013, il est contraint de mettre un terme à sa carrière rugbystique pour un problème au niveau des cervicales, alors qu'il avait signé à Béziers (Pro D2).

## Équipe de Roumanie
Il a disputé quatre matchs de la Coupe du monde 2003 et deux matchs de la Coupe du monde 2007.
- 50 sélections avec la Roumanie
- 1er test match le 18 novembre 2000 contre l'équipe d'Italie.